# Elisabetta Canalis
Elisabetta Canalis (n. 12 septembrie 1978, Sassari, Italia) este actriță și fotomodel american de origine italiană.

## Filmografie selectivă

### Cinema
- 2005 Deuce Bigalow - Puttano in saldo (Deuce Bigalow: European Gigolo), regia Mike Bigelow
- 2006 Natale a New York, regia Neri Parenti
- 2007 Decameron Pie (Virgin Territory), regia David Leland
- 2008 La seconda volta non si scorda mai, regia Francesco Ranieri Martinotti
- 2008 La fidanzata di papà, regia Enrico Oldoini
- 2010 A Natale mi sposo, regia Paolo Costella
- 2024 Come far litigare mamma e papà, regia Gianluca Ansanelil